# Cimitirele evreiești din Sibiu

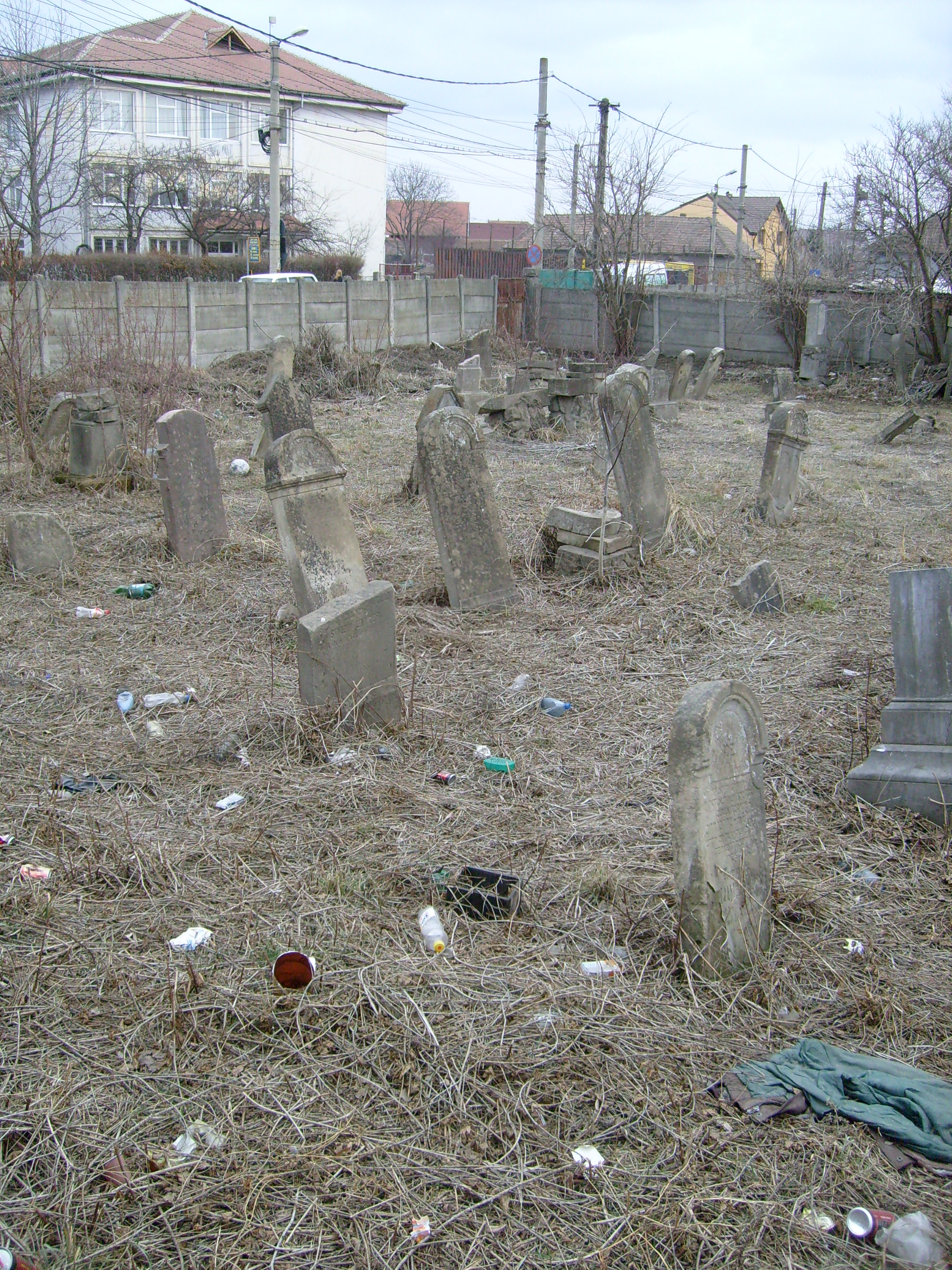
Vechiul cimitir evreiesc (foto 2012)

Cimitirele evreiești din Sibiu sunt localizate în cartierul Lazaret din municipiul Sibiu, respectiv într-o parte a cimitirului municipal. 

## Vechiul cimitir
Vechiul cimitir, care se află pe Calea Gușteriței, peste drum de hotelul Libra, a fost deschis la 1 iulie 1855. A fost folosit până la începutul secolului al XX-lea. În noiembrie 2013 cimitirul a fost curățat la inițiativa unei organizații neguvernamentale.

## Noul cimitir
- Noul cimitir evreiesc a fost deschis în anul 1907 ca parte a cimitirului municipal de pe Calea Dumbrăvii.